# Anacofana makilingensis
Anacofana makilingensis är en insektsart som först beskrevs av Baker 1914.  Anacofana makilingensis ingår i släktet Anacofana och familjen dvärgstritar. Inga underarter finns listade i Catalogue of Life.